# Odyssea mucronata
Odyssea mucronata är en gräsart som först beskrevs av Peter Forsskål, och fick sitt nu gällande namn av Otto Stapf. Odyssea mucronata ingår i släktet Odyssea och familjen gräs. Inga underarter finns listade i Catalogue of Life.